# Dimitri Amilakvari
Pour les articles homonymes, voir Amilakhvari.
Dimitri Amilakvari (ou Amilakhvari, დიმიტრი ამილახვარი en géorgien) (31 octobre 1906 à Bazorkino, Russie - 24 octobre 1942  à El-Alamein, Égypte) est un militaire français d'origine géorgienne, ayant combattu dans les Forces françaises libres durant la Seconde Guerre mondiale. Lieutenant-colonel dans la Légion étrangère, il était souvent appelé Bazorka en référence à son village natal. Il s'illustra particulièrement en Norvège, en Syrie, à Bir-Hakeim et à El-Alamein, et est devenu une figure mythique de la Légion étrangère.

## Biographie

### Enfance
Dimitri Amilakvari nait le 31 octobre 1906 dans le village de Bazorkino (aujourd'hui Tchermen, Raïon Prigorodny) dans la république actuelle d'Ossétie-du-Nord-Alanie, en Caucase du Nord, incorporée à la fédération de Russie), au sein d'une famille princière géorgienne, les Zedguinidze, titrés Amilakvari, qui avait la charge héréditaire de commander la cavalerie royale de Géorgie. Après l'invasion de la Géorgie par l'Armée rouge le 25 février 1921, sa famille émigre à Istanbul, puis finalement en France en 1922. Il a alors 16 ans.

### Avant-Guerre
En 1924, il entre à l'École spéciale militaire de Saint-Cyr (Promotion du Rif). Il en sort en 1926 et rejoint le 1er Régiment étranger (1er RE) à Sidi Bel-Abbès (Algérie) avec le grade de sous-lieutenant à titre étranger. En 1929, il est affecté au 4e Régiment étranger d'infanterie (4e REI), près de Marrakech. En 1932, il participe à la campagne du Haut-Atlas durant laquelle il dirige une section. Le 30 mai 1932, il obtient une citation pour sa participation aux combats d'Aït-Atto. Il en obtient une seconde en août 1933 durant les combats dans le Djebel Baddou.
En janvier 1937, il est nommé capitaine et deux mois plus tard retourne au 1er régiment étranger (1er RE). Il est commandant de la compagnie d'instruction de mitrailleuses jusqu'en août 1939.

### Corps expéditionnaire en Norvège
Le 20 février 1940 un bataillon de marche est constitué à Sidi Bel-Abbès qui, à partir du 27, est réuni avec d'autres unités au sein de la 13e demi-brigade de Légion étrangère (13e DBLE). Amilakvari y est affecté en tant que commandant de la compagnie d'accompagnement du 2e bataillon (CAB 2). Quelques semaines plus tard, il reçoit la nationalité française. Après plusieurs semaines d'entraînement sur le causse du Larzac, il est envoyé rejoindre le Corps expéditionnaire en Norvège où il débarque le 6 mai. Il y obtient trois nouvelles citations qui lui valent la Légion d'honneur.

### Réponse à l'appel du18 juin
Le corps expéditionnaire revient en France le 13 juin 1940, puis est envoyé en Bretagne en raison de la progression allemande. Refusant l'armistice, comme son chef de corps, le colonel Raoul Magrin-Vernerey (futur général Monclar) le capitaine Amilakvari s'embarque avec lui et cinq autres officiers de la 13e demi-brigade le 19 juin de Saint-Jacut pour Jersey, puis le 20 juin, quitte Jersey dans un cargo avec eux, parmi lesquels le capitaine Koenig et arrive en Angleterre le 21 juin,. Il choisit alors de s'engager dans les Forces françaises libres.

### Forces françaises libres

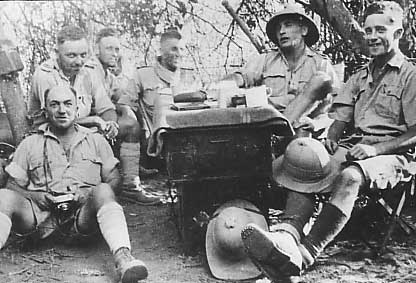
Érythrée, 1941. Quatrième à partir de la g : le lieutenant Gustavo Camerini, cinquième : le capitaine Amilakvari de la Légion étrangère française.

Dimitri Amilakvari quitte Londres le 31 août 1940 pour Dakar afin de participer à l'opération Menace. L'AOF refuse de se rallier à la France libre. Il prend part à la prise du Gabon puis est envoyé en Érythrée en passant par le Cameroun. Il combat au sein de la Brigade d'Orient où il commande la compagnie d'accompagnement (CAB 1) du 1er Bataillon de la Légion étrangère. Il participe notamment à la victoire de Keren en mars 1941, ainsi qu'à la prise de Massaoua le 8 avril suivant.
En juin 1941, il s'illustre lors de la campagne de Syrie et est nommé chef de bataillon le 25 juin. Le 16 septembre 1941, il prend le commandement de la 13e DBLE et est promu lieutenant-colonel le 25 septembre. Sa conduite, l'entraînement qu'il donne à ses troupes et la réorganisation qu'il effectue conduisent le général Catroux à lui remettre lui-même le drapeau de la 13e le 19 octobre 1941.
À partir de mars 1942, il est engagé dans la campagne de Libye, commande une Jock column (groupement tactique motorisé) et combat dans le désert de Libye.
Entre le 26 mai et le 11 juin 1942, il est l'adjoint du général Koenig qui commande la 1re Brigade Française Libre lors de la bataille de Bir-Hakeim. Il s'y illustre en étant systématiquement volontaire pour les missions les plus dangereuses (combat et renseignement). Le 31 mai, il dirige l'attaque lors de laquelle une Jock column (en) détruit 5 chars allemands. Dans la nuit du 10 au 11 juin, il quitte Bir-Hakeim dans la propre voiture du général Koenig. Le général de Gaulle appellera les troupes qui y combattirent "l’orgueil de la France". Le 11 août 1942, au camp de El Tahag (Égypte), il reçoit de ses mains la Croix de la Libération. C'est durant les combats de Bir-Hakeim qu'il écrit : "Nous étrangers, n'avons qu'une seule façon de prouver à la France notre gratitude pour l'accueil qu'elle nous a réservé : nous faire tuer pour elle."
En octobre 1942, il commande sa demi-brigade, alors composée de deux bataillons, lors de la bataille d'El-Alamein. Ses troupes sont chargées de mener l'attaque principale contre le piton de l'Himeimat (80 mètres). Le 24 octobre 1942, son unité occupe une partie du plateau. Une attaque de chars allemands force cependant ses troupes à se retirer de cette position. Durant cette retraite à travers des champs de mines, le lieutenant-colonel Amilakvari est tué, mitrailleuse en mains, par un éclat d'obus qui l'atteint à la tête,.
En son honneur, la 141e promotion de Saint-Cyr (1954-1956) est nommée "Lieutenant-colonel Amilakvari"
Il est enterré sur les pentes du Quart el Himeimat puis son corps est transféré au cimetière militaire d'El Alamein. Son képi taché de sang et l’éclat d’obus qui le blessa mortellement sont gardés au musée de la Légion à Aubagne.
Il avait épousé la princesse Irène Dadiani, membre de la famille régnante de Mingrélie, et en eut trois enfants.

## Distinctions
|  |  |  |
|  |  |  |
|  |  |  |

- Chevalier de la Légion d'honneur en 1940,
- Compagnon de la Libération (décret du 9 septembre 1942),
- Croix de guerre 1939-1945 avec 4 palmes (5 citations),
- Croix de guerre des Théâtres d'opérations extérieurs (2 citations),
- Médaille des évadés,
- Médaille coloniale avec agrafe « Maroc »,
- Croix de guerre norvégienne,
- Officier de l'ordre du Ouissam alaouite.

## Hommages
- La 141e promotion de Saint-Cyr (1954-1956) prend le nom « Lieutenant-Colonel Amilakvari ».
- Célébration franco-géorgienne le 19 novembre 2006 du centenaire de sa naissance[1] :
  - Inauguration de la rue Amilakvari à Gori et à Béziers  (34500).
  - Inauguration d'une salle du musée ethnographique de Gori.
- Le 19 février 2019, à Paris, le président de la République française Emmanuel Macron et la présidente de la Géorgie Salomé Zourabichvili décident d'ouvrir une nouvelle page des relations franco-géorgiennes et la baptisent Dialogue Dimitri-Amilakhvari.

## Vidéographie
- Un film-portrait : Frères d'armes - Dimitri Amilakvari, série Frères d'armes, raconté par Jean-François Stévenin, co-réalisé par Pascal Blanchard et Rachid Bouchareb, 2016, 2 minutes. [voir en ligne]

### Sources
- (en) Cet article est partiellement ou en totalité issu de l’article de Wikipédia en anglais intitulé « Dimitri Amilakhvari » (voir la liste des auteurs).
- Biographie sur le site de l'ordre de la Libération.
- Biographie sur le site Chemins de mémoire des ministères français de la Défense (Anciens combattants), du tourisme, et de la Culture.
- Souvenirs du général Bernard Saint Hillier sur Amilakvari, sur un site consacré à la 1re DFL.
- « Dimitri Amilakvari », dans Vladimir Trouplin, Dictionnaire des compagnons de la Libération, Bordeaux, Elytis, 2010 (ISBN 9782356390332).